# Claudia Momoni
Claudia Momoni (geboren am 27. November 1963 in Rom) ist eine italienische Medailleurin.

## Werdegang

Italienische Kursmünze zu 10 Cent (seit 2002)

Claudia Momoni besuchte bis 1981 eine staatliche Kunstschule in Rom und schloss 1985 ihre Ausbildung an der Scuola dell’Arte della Medaglia – Giuseppe Romagnoli des Istituto Poligrafico e Zecca dello Stato ab. Sie arbeitete zunächst in der Juwelierbranche und sammelte Erfahrungen im Treiben, Gravieren, dem Wachsausschmelzverfahren und dem Schmuckdesign. 1993 nahm sie erfolgreich an einem Wettbewerb des Istituto Poligrafico teil, das auch als staatliche Münzprägeanstalt fungiert, und wurde als Graveurin eingestellt. Ihre erste bedeutende Arbeit war 1995 der Entwurf einer Goldmünze zu 50.000 Lire zum 800. Geburtstag des heiligen Antonius von Padua. Über die Landesgrenzen und die Gemeinschaft der Münzsammler hinaus wurde ihr Entwurf der Bildseite der italienischen Euromünzen zu 10 Cent bekannt. Für die italienische Münzprägeanstalt gestaltete Momoni auch einige Ausgaben der san-marinesischen und vatikanischen Euromünzen.

## Werke (Auswahl)
- Gedenkmünzen aus Gold zu 50.000 Lire anlässlich des 800. Geburtstag des heiligen Antonius von Padua (1995);
- Gedenkmünze aus Kupfer-Nickel zu 500 Lire anlässlich des 70-jährigen Jubiläums des Istituto Nazionale di Statistica (1997);
- Bildseite der italienischen Euro-Kursmünze zu 10 Cent, mit einem Detail der Geburt der Venus von Sandro Botticelli (seit 2002);
- 2-Euro-Gedenkmünze zum 200. Geburtstag Camillo Benso von Cavours (2010);
- 2-Euro-Gedenkmünze von San Marino anlässlich des 500. Geburtstag Giorgio Vasaris (2011);
- 2-Euro-Gedenkmünze von San Marino zum 500. Todestag Pinturicchios (2013);
- Silber-Gedenkmünze von San Marino zu 5 Euro auf den 50. Jahrestag der Ermordung John F. Kennedys (2013);
- 2-Euro-Gedenkmünze zum 450. Geburtstag Galileo Galileis (2014);
- 2-Euro-Gedenkmünze der Vatikanstadt zum 25. Jahrestag des Mauerfalls in Berlin (2014, nach einem Entwurf von Gabriella Titotto);
- 2-Euro-Gedenkmünze zum 550. Todestag Donatellos (2016);
- 2-Euro-Gedenkmünze zum 2000. Todestag von Titus Livius (2017);
- Bildseite der san-marinesischen Euro-Kursmünze zu 20 Cent, mit den drei Wehrtürmen Guaita, Cesta und Montale über der Stadt San Marino (seit 2017);
- 2-Euro-Gedenkmünze der Vatikanstadt zum Europäischen Jahr des Kulturerbes (2018, nach einem Entwurf von Daniela Longo);
- Gedenkmünze aus Bronze und Kupfer-Nickel zu 5 Euro zum Kulturerbe von Amatrice (2018);
- Goldmünze „Trajan“ zu 10 Euro aus der Serie Römische Kaiser (2018);